# چکش لندن

چکش لندن در ۱۹۸۶

چکش لندن (London Hammer) شیئی باستانی ساخته شده از سر فلزی و دسته چوبی است که در سال ۱۹۳۶ میلادی بدست یک زوج در شهر لندن، ایالت تکزاس واقع در کشور آمریکا کشف شد.

## ویژگی‌ها
طول فلزی چکش ۱۵ سانتیمتر و قطر آن ۲۵ میلی‌متر بوده و سر فلزی آن از ترکیب ۹۶٫۶ درصد آهن، ۲٫۶ درصد کلر و ۰٫۷۴ درصد گوگرد و بدون هیچ ردی از کربن ساخته شده‌است. از این چکش برای انجام ظریف کاری استفاده می‌شده‌است.

## تاریخچه
توضیح علمی رایج نشان می‌دهد که این چکش احتمالاً یک اثر باستانی جدید بوده که در رخنمون سنگی قرار گرفته است، زیرا دسته چوبی آن فسیل شدن حداقلی را نشان داده و تاریخ‌گذاری کربن-۱۴ سن آن را تنها ۳۵۰ سال نشان داده است. این نظریه با عدم وجود مستندات تصویری از بافت اصلی چکش، که تعیین منشأ زمین‌شناسی آن را دشوار می‌کند، بیشتر پشتیبانی می‌شود.
با این حال، طرفداران یک نظریه جایگزین استدلال می‌کنند که منشأ چکش به دوره کرتاسه (۶۵ تا ۱۳۵ میلیون سال پیش) برمی‌گردد، زیرا در یک رخنمون سنگی از آن دوره زمین‌شناسی یافت شده است. آنها به خلوص آهن در سر چکش اشاره می‌کنند که به ادعای آنها تکرار آن با فناوری مدرن غیرممکن است، و همچنین به وجود فسیل‌های کرتاسه در گره حاوی چکش اشاره می‌کنند. علاوه بر این، آنها خاطرنشان می‌کنند که به نظر می‌رسد دسته بریده شده است تا شکسته شده باشد، و بخش‌های نیمه زغالی شده دسته نشان دهنده قدمت قابل توجهی است.
چکش لندن همچنان بحث‌برانگیز است، و توضیحات علمی بر منشأ جدید آن و نظریه‌های جایگزین بر منشأ بسیار قدیمی‌تر آن تأکید دارند. در حالی که هر دو نظریه طرفداران و محدودیت‌های خود را دارند، فقدان شواهد قطعی، منشأ چکش را برای تفسیر باز می‌گذارد.